# Bengt Helldal
Bengt Helldal, född 14 februari 1900 i Falun, död 25 mars 2008, var en svensk läkare. Han var vid tiden för sin bortgång vid 108 års ålder Sveriges äldsta då levande man och var bosatt i Falkenberg. Han är den tionde mannen i Sverige som har blivit 108 år gammal eller äldre.
Bengt Helldal var gift sedan 1 juli 1931 med Maj fram till hennes död 20 oktober 2000. Han har två döttrar, en i Falkenberg och en i Italien, sju barnbarn och många barnbarnsbarn. Bengt Helldal var verksam som läkare i Karlstad, Göteborg och Halmstad innan han fick sin tjänst som först stadsläkare och därefter provinsialläkare i Falkenberg.
Hans största fritidsintresse var golf och var med att grunda Falkenbergs golfklubb där han var hedersmedlem; han gjorde två hole-in-ones genom åren, den senaste vid över 90 års ålder. Förmodligen är Bengt Helldal den äldste svensk som någonsin slagit hole-in-one.
Ett annat stort intresse var att resa; Helldal gjorde otaliga resor, främst med bil i Europa. På senare år var hans största intressen att läsa och hålla sig uppdaterad om händelser i världen. Helldal bodde fram till sin död i makarnas bostad i centrala Falkenberg.
Helldal var riddare av Kungliga Nordstjärneorden (1968)
Källa: Ordenskalender 1975.